# Jack McCracken
Jack D. McCracken (* 15. Juni 1911 in Chickasha, Oklahoma; † 5. Januar 1958 in Denver, Colorado) war ein US-amerikanischer Basketballspieler. Er gilt als einer der besten Amateur-Spieler aller Zeiten. McCracken war aufgrund seiner auffällig großen Sprungkraft auch unter dem Spitznamen „Jumping Jack“ bekannt. Zwischen 1929 und 1932 spielte McCracken für das Northwest Missouri State Teachers College unter Trainer Henry Iba und führte seine Mannschaft zu 43 Siegen in Serie sowie einer perfekten 31:0-Bilanz in der Saison 1929/30. McCracken war 1,88 m groß und spielte auf der Position des Forward.
1962 wurde McCracken posthum in die Naismith Memorial Basketball Hall of Fame aufgenommen.